# Frida Hyvönen
Anna Frida Amanda Hyvönen, född 30 december 1977 i Robertsfors församling i Västerbottens län, är en svensk singer-songwriter och artist. 

## Biografi
Hyvönen föddes i Robertsfors och gick musikgymnasiet i Skellefteå. En av hennes stora inspiratörer som ung var den isländska artisten Björk.
År 2005, samma år som hon släppte sin debutskiva Until Death Comes, tilldelades hon Nöjesguidens musikpris. År 2006 släpptes samma skiva i USA, där hon turnerade med Jens Lekman, och i Storbritannien, där hon turnerade med José González. Samma år skrev och framförde hon musiken till Dorte Olesens dansföreställning Pudel. 
I början av 2007 kom albumet Frida Hyvönen Gives You: Music from the Dance Performance Pudel, vilket den 29 oktober 2008 följdes upp med Silence is Wild. År 2008 tilldelades hon också DN:s kulturpris.  2009 kom Drottninglandet, ett samarbete i bok/skivform med fotografen Elin Berge. Samma år spelade hon som första svenska popartist på Dramaten. 2015 kom den fria fortsättningen på 2009 års Drottninglandet, i form av EP:n Music from Kungariket.
Hyvönens album Kvinnor och barn från 2016 var det första hon skrivit på svenska. På det flerfaldigt Grammis-belönade albumet medverkar även sångerskan Sarah Klang. Efter en längre turnéperiod tonsatte hon musiken till Lars Rudolfssons pjäs Ilya på Stockholms stadsteater.
År 2019 medverkade hon tillsammans med Annika Norlin, Iiris Viljanen, Anna Levander, Jennie Abrahamson och gruppen Kraja på umeågruppen Barnets singel "Du kan vara tyst nu".

## Privatliv
Hyvönen beskriver sig som delvis finsk med en farfar som flyttade från Rovaniemi i Finland till Robertfors, samt att hon har ett barn tillsammans med den finlandssvenske Mattias Björkas som är musiker i bandet Vasas flora och fauna.
Hon är kusin med trummisen i Sahara Hotnights, Josephine Forsman. Hon har varit gift med singer-songwritern Love Wollberg. Hyvönen är numera (2024) gift med musikern Christian Kjellvander som hon även har arbetat med musikaliskt.
Hyvönen har ett hus i Flarken i Robertsfors kommun och har även en bostad i Stockholm. Under några år var hon bosatt i Paris.

## Diskografi

### Studioalbum
- 2005 – Until Death Comes
- 2007 – Frida Hyvönen Gives You: Music from the Dance Performance Pudel
- 2008 – Silence Is Wild
- 2009 – Frida Hyvönen Gives You: Music from Drottninglandet
- 2012 – To the Soul
- 2015 – Frida Hyvönen Gives You: Music from Kungariket (EP)
- 2016 – Kvinnor och barn
- 2021 – Dream of Independence

### Singlar
- 2005 – I Drive My Friend (Singel)
- 2017 – Sjön (Radio Edit)
- 2021 – A Funeral in Banbridge
- 2021 – Dream of Independence

### Covers, hyllningar
- 2005 – Sista dan tillsammans
- 2007 – Everybody Hurts
- 2009 – Jesus Was a Crossmaker
- 2010 – Neeijjj

## Priser och utmärkelser
- 2005 – Nöjesguidens musikpris
- 2006 – Guldäpplet
- 2009 – Dagens Nyheters kulturpris
- 2009 – Manifestgalans pris i kategorin pop
- 2016 – Grammis i kategorierna ”Årets kompositör” och ”Årets textförfattare” för Kvinnor och barn